# تاريخ التقسيم الجهوي المغربي
تاريخ التقسيم الجهوي المغربي: عرف المغرب منذ الحماية عدة تقسيمات جهوية، كان آخرها التقسيم الجهوي لسنة 2015 الذي حدد 12 جهة. بينما قُسم البلد في سنة 1971 إلى 7 جهات وفي سنة 1997 إلى 16 جهة. تهدف هذه التقسيمات الإدارية لتحقيق التنمية الاقتصادية والاجتماعية، ويرجى منها أن تكون آداة فاعلة في سياسة إعداد التراب الوطني.

## نبذه عن الجهوية

الجهوية الموسعة في المغرب منذ 2015 تضم 12 جهة

هي نوع من التقسيم الإداري، وتستخدمه مجموعة من دول المغرب العربي ويعني إقليم أو منطقة. وهي سياسة تعتمد على تقسيم المجال الوطني، إلى جهات بهدف التخطيط لتنميتها، وتطبيق (اللا مركزية)، وتهدف الجهوية أيضاً إلى إبراز وتعزيز خصائص ومميزات إقليم معين، وذلك بالدفاع عن هذه الخصائص وحفظها في إطار الدولة من خلال المطالبة بمنح صلاحيات أوسع أو حكم ذاتي للإقليم. وفي السياق الإداري السياسي يستخدم مصطلح الجهوية للدلالة على اتجاه الدولة المركزية لمنح الجهات أو الأقاليم سلطات إدارية واقتصادية وسياسية واسعة.

## السياسة المعتمدة في التقسيم الجهوي
يتم تقسيم المغرب حسب سياسة إعداد التراب الوطني ووفق اختيارات عقلانية تأخذ بعين الاعتبار العناصر الجغرافية، والاقتصادية وكذا التاريخية مع احترام التمثيلية الديمقراطية لكل المواطنين، وبذلك يتم تجميع الأقاليم المتكاملة على المستوى الجهوي لكي تكون قادرة على تحفيز التنمية الاقتصادية والاجتماعية.

## التقسيمات الجهوية قبل 1971

### تقسيم بداية الاستعمار الفرنسي - الإسباني
| النفوذ الإسباني |
| النفوذ الفرنسي  |
| منطقة دولية     |

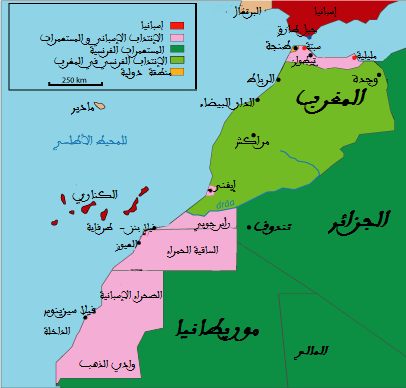
التقسيم الاستعماري للمغرب (1912 - 1956)

قسم المغرب في عهد الاستعمار الفرنسي الاسباني إلى 3 مناطق بهدف بسط نفوذ الاستعمار سياسياً وعسكرياً وبالتالي تسهيل إستغلال المغرب:
- المنطقة الأولى: تمثلت في طنجة التي اعتبرت منطقة دولية.
- المنطقة الثانية: كانت تحت النفوذ الفرنسي وتوجد في وسط المغرب، وتنقسم إلى قسمين، عسكرية: (أغادير، مراكش، مكناس، فاس) ومدنية: (الدار البيضاء، الرباط ووجدة).
- المنطقة الثالثة: كانت تحت النفوذ الإسباني وتمثلت في أقصى شمال المغرب (الريف) وفي الجنوب (سيدي إفني، الأقاليم الجنوبية)

من خصائص هذا التقسيم أن الجهوية من منظور الحماية لم تكن تعني تنظيماً وإعادة هيكلة المجال المغربي بصفة عامة، بقدر ما كانت تهدف إلى تأمين مراقبة البلد، وبسط نفوذ المستعمرين بواسطة إحداث جهات عسكرية وأخرى مدنية دون إعارة أي اهتمام للاعتبارات الاقتصادية والاجتماعية التي ينبني عليها إعداد التراب الوطني.

### تقسيم سنة 1948
عرف المغرب سنة 1948 محاولة لتقسيم مجاله الجغرافي، حيث قسم إلى 8 جهات، من قبل جون سليريي والذي حاول إبراز عناصر الوحدة الجغرافية كمعيار أساسي.

### تقسيم سنة 1962
في سنة 1962، قسم المغرب إلى 9 جهات. اعتمد في هذا التقسيم على نوع الأنشطة التي يتميز بها المجال.

### تقسيم سنة 1970
في سنة 1970 قام (دانييل نوان) بتقسيم المغرب إلى 12 جهة. وقد اعتمد في هذا التقسيم على المعيار الطبيعي.

## التقسيم الجهوي سنة 1971
| التقسيم الإداري الجهوي للمغرب 1997 | جهَات الممْلكة المغْربية ( 1971-1997) | جهَات الممْلكة المغْربية ( 1971-1997) | جهَات الممْلكة المغْربية ( 1971-1997) | جهَات الممْلكة المغْربية ( 1971-1997) | جهَات الممْلكة المغْربية ( 1971-1997) |
| الجهة                              | المركز                             |                                    |                                    |                                    |                                    |
| جهة تانسيفت                        | مراكش                              |                                    |                                    |                                    |                                    |
| الجهة الجنوبية                     | أكادير                             |                                    |                                    |                                    |                                    |
| الجهة الشرقية                      | وجدة                               |                                    |                                    |                                    |                                    |
| الجهة الوسطى                       | الدار البيضاء                      |                                    |                                    |                                    |                                    |
| الجهة الشمالية الغربية             | الرباط                             |                                    |                                    |                                    |                                    |
| الجهة الوسطى الشمالية              | فاس                                |                                    |                                    |                                    |                                    |
| الجهة الوسطى الجنوبية              | مكناس                              |                                    |                                    |                                    |                                    |

بعد محدودية نتائج التقسيمات المجالية للمغرب في فترة ماقبل 1971، حيث قررت المؤسسات المهتمة بالمجال المغربي إعادة النظر في مفهوم الجهة من أجل النهوض بالتنمية الاقتصادية والاجتماعية، وبهذا قسم المغرب إلى 7 جهات اقتصادية خلال هذه الفترة، كان من أهداف هذا التقسيم التخلص من الفوارق الجهوية عن طريق تطبيق سياسة اللا مركزية (تحت إشراف الإدارة المركزية)، كما كان من أهدافه تخفيف الضغط الاقتصادي والديموغرافي على محور (الدار البيضاء، الرباط، القنيطرة).

### خصائص هذا التقسيم
تميز هذا التقسيم بمجموعة من الخصائص الجغرافية والاجتماعية منها:
- تفاوت المساحة المجالية للجهات.
- تفاوت على مستوى أعداد الساكنة بين الجهات حيث تعتبر جهة الوسط أكبر جهة من عدد السكان رغم مساحتها الصغيرة في مقابل انخفاض نسبة السكان في جهة الجنوب وتانسيفت رغم أنهما من أكبر الجهات.
- تفاوت نسبة الكثافة السكانية بين الجهات (5.8 نسمة في كم² في الجنوب مقابل 196 نسمة في كم² في الشمال الغربي).
- تقارب نسب البطالة والتشغيل بين جميع الجهات السبع.[10][11][12]

### نتائج التقسيم
أفرز هذا التقسيم مجموعة من الاختلالات، كتعزيز هيمنة الجهة الوسطى (الدار البيضاء والنواحي) على المستوى الاقتصادي حيث تعد القطب الأول في المغرب من حيث المؤسسات الصناعية وكذا حجم الاستثمارات، أما على المستوى الديموغرافي احتكار الجهة الوسطى 27% من ساكنة المغرب في سنة 1990، وعدم نجاحه في التقليص من التباينات البشرية التي من أجلها وضع.

## التقسيم الجهوي سنة 1997
| التقسيم الإداري الجهوي للمغرب 1997 | جهَات الممْلكة المغْربية ( 1997-2015) | جهَات الممْلكة المغْربية ( 1997-2015) | جهَات الممْلكة المغْربية ( 1997-2015) | جهَات الممْلكة المغْربية ( 1997-2015) | جهَات الممْلكة المغْربية ( 1997-2015) |
| الجهة                              | المركز                             |                                    |                                    |                                    |                                    |
| جهة طنجة تطوان                     | طنجة                               |                                    |                                    |                                    |                                    |
| جهة تازة الحسيمة تاونات            | الحسيمة                            |                                    |                                    |                                    |                                    |
| الجهة الشرقية                      | وجدة                               |                                    |                                    |                                    |                                    |
| جهة فاس بولمان                     | فاس                                |                                    |                                    |                                    |                                    |
| جهة مكناس تافيلالت                 | مكناس                              |                                    |                                    |                                    |                                    |
| جهة الغرب شراردة بني حسين          | القنيطرة                           |                                    |                                    |                                    |                                    |
| جهة الرباط سلا زمور زعير           | الرباط                             |                                    |                                    |                                    |                                    |
| جهة الدار البيضاء الكبرى           | الدار البيضاء                      |                                    |                                    |                                    |                                    |
| جهة الشاوية ورديغة                 | سطات                               |                                    |                                    |                                    |                                    |
| جهة تادلة أزيلال                   | بني ملال                           |                                    |                                    |                                    |                                    |
| جهة مراكش تانسيفت الحوز            | مراكش                              |                                    |                                    |                                    |                                    |
| جهة دكالة عبدة                     | آسفي                               |                                    |                                    |                                    |                                    |
| جهة سوس ماسة درعة                  | أكادير                             |                                    |                                    |                                    |                                    |
| جهة كلميم السمارة                  | كلميم                              |                                    |                                    |                                    |                                    |
| جهة العيون بوجدور الساقية الحمراء  | العيون                             |                                    |                                    |                                    |                                    |
| جهة وادي الذهب الكويرة             | الداخلة                            |                                    |                                    |                                    |                                    |

أدت محدودية نتائج التقسيم الجهوي لسنة 1971 بقيام المسؤولين المغاربة بإعادة النظر من جديد في التقسيم المعمول به، وفي هذا الإطار جاء دستور 1992 الذي رفع الجهة إلى مستوى المؤسسة الدستورية، وظهير 1997 الذي أعاد ترتيب الخريطة الجهوية، وأمد الجهات بإمكانات مادية ومالية، حيث تم إصدار قرار تقسيم 1997 ليصلح الثغرات التي تركها التقسيم السابق وليعيد تنظيم الخريطة الجهوية. حيث جاء هذا التقسيم بستة عشر جهة، واستمر حتى سنة 2015 وقد أجريت عليه بعض التعديلات خلال هذه الفترة.

### أهداف التقسيم
كان من أهداف هذا التقسيم تسهيل التسيير الإداري وتدبيير الشأن المحلي للجهات، واعتماد المبادرة المحلية في التنمية الاقتصادية، كما كان من أهداف هذا التقسيم إبراز الوحدة الثقافية والحضارية للمغرب وتسهيل إدارة الموارد المحلية للجهات.

### خصائص التقسيم
تميز تقسيم المجال المغربي لسنة 1997 بمجموعة من الخصائص المتنوعة، التي تتعدد مستوياتها، منها على المستوى الجغرافي تباين مساحات الجهات حيث تحتل (جهة العيون بوجدور الساقية الحمراء) مساحة كبيرة ونسبة قليلة من السكان مما جعل الكثافة السكانية تنخفض إلى أقل من 5 نسمة في الكم² في حين أن (جهة الدار البيضاء الكبرى) شهدت نسبة منخفضة من المساحة رغم أنه يتوطن فوقها عدد كبير من السكان مما يجعل الكثافة السكانية ترتفع إلى أكثر من 2240 نسمة في الكم². أما على المستوى الاجتماعي فقد لوحظ تباين نسبة البطالة التي كانت مرتفعة في كل من جهة الدار البيضاء الكبرى والجهات الجنوبية بينما كانت منخفضة في جهة تازة الحسيمة تاونات. كما لوحظ على المستوى الاقتصادي إستمرار هيمنة جهة الدار البيضاء الكبرى في المجال الصناعي إذ تعتبر أكبر تجمع صناعي في المغرب.

### نتائج التقسيم
رغم تحقيق هذا التقسيم بعض المكتسبات، فإنه قد فشل في القضاء على التباينات الاجتماعية والاقتصادية بين جهات المملكة المغربية، مما تطلب من المسؤولين القيام مرة أخرى بوضع تصور جديد يحل المشاكل المجالية للمغرب، ليتم الإتيان بالتقسيم الجهوي لسنة 2015.

## التقسيم الجهوي سنة 2015
| التقسيم الإداري الجهوي للمغرب 1997 | جهَات الممْلكة المغْربية ( 2015-الآن) | جهَات الممْلكة المغْربية ( 2015-الآن) | جهَات الممْلكة المغْربية ( 2015-الآن) | جهَات الممْلكة المغْربية ( 2015-الآن) | جهَات الممْلكة المغْربية ( 2015-الآن) |
| الجهة                              | المركز                             |                                    |                                    |                                    |                                    |
| 1. جهة طنجة تطوان الحسيمة          | طنجة                               |                                    |                                    |                                    |                                    |
| 2. جهة الشرق                       | وجدة                               |                                    |                                    |                                    |                                    |
| 3. جهة فاس مكناس                   | فاس                                |                                    |                                    |                                    |                                    |
| 4. جهة الرباط سلا القنيطرة         | الرباط                             |                                    |                                    |                                    |                                    |
| 5. جهة بني ملال خنيفرة             | بني ملال                           |                                    |                                    |                                    |                                    |
| 6. جهة الدار البيضاء سطات          | الدار البيضاء                      |                                    |                                    |                                    |                                    |
| 7. جهة مراكش آسفي                  | مراكش                              |                                    |                                    |                                    |                                    |
| 8. جهة درعة تافيلالت               | الرشيدية                           |                                    |                                    |                                    |                                    |
| 9. جهة سوس ماسة                    | أكادير                             |                                    |                                    |                                    |                                    |
| 10. جهة كلميم واد نون              | كلميم                              |                                    |                                    |                                    |                                    |
| 11. جهة العيون الساقية الحمراء     | العيون                             |                                    |                                    |                                    |                                    |
| 12. جهة الداخلة وادي الذهب         | وادي الذهب                         |                                    |                                    |                                    |                                    |

بعد محدودية نتائج التَقسيم الجهوي لسنة 1997، وابتداءاً من سنة 2010، تم الإعلان عن برنامج حكومي يهدف إلى إعطاء الحكم الذاتي لكل جهة من جهات المغرب، وهكذا تم إنشاء اللجنة الاستشارية للجهوية وهي منظمة حكومية تهدف إلى صياغة نموذج مغربي للأقاليم ذاتية الحكم. وهكذا قامت اللجنة بإنشاء تقرير تحت مسمى (أطلس التقطيع الجهوي المقترح) والذي تضمن اثْنا عشْر جهة
وقد تم اعتماد هذا النموذج سنة 2015، حيث تمّ تقسيم المملكة المغربية إلى 12 جهَة، بحيثُ تتمّتع كل جهة منها بصلاحيات أكبر،

### خصائص التقسيم
يختلف هذا التقسيم عن التقسيمات الجهوية السابقة، إذ تمت إضافة عدة تعديلات عليه حيث تنقسم كلّ جهة إلَى عدّة أقاليم وعمالات يختلف تَوزيعها من جهةِ إلى أُخرى والّتي يبلغ عددُها 13 عمَالة و62 إقْليماً،
ويتكوّن الإقلِيم أو العمَالة من جماعات حضرّية أو قرويّة وبلَديات وكَذا مقَاطعات ودوائِر. تتوفّر كُل جِهة على مرْكز يمثّل أحَد الأقَاليم أو العَمالات التّابعة لهَا.
كما يتميز هذا التقسيم بمجموعة من الخصائص الجغرافية والاجتماعية منها تفاوت المساحة المجالية للجهات، وتفاوت على مستوى أعداد الساكنة بين الجهات حيث تبلغ مساحة جهة العيون الساقية الحمراء 140.018 كم² بسَاكنة تقدُّر ب367.758 فرداً بحيثُ تعْتبر أكبَر جهَة في المغرب مسَاحةََ وثَاني أقلّ جهة من حيثُ عدد السكّان بعْد جهة الداخلة وادي الذهب وتشكلُ نسبَة 19.7 من مسَاحة المملكة المغربية الإِجمالية. أمّا أصغَر جهة من حيثُ المساحَة فهي جهة طنجة تطوان الحسيمة وتبلغُ مساحتُها نحو 15.120 كم² وتشكّل نسبة 1.93 بالمئة من مجمُوع مساحَة المغرب.
| - (2) إقليم فكيك - (8) جهة درعة تافيلالت | - (3) جهة فاس مكناس - (5) جهة بني ملال خنيفرة |  |

## وصلات خارجية
- تقرير مفصل حول التقسيم الجهوي المغربي (بالإنجليزية)
- موقع وزارة إعداد التراب الوطني
- المندوبية السامية للتخطيط
- تقرير:عن التنمية البشرية